# Talal Derki
Talal Derki (en árabe: طلال ديركي Ṭālāl Dīrkī‎‎; Damasco, Siria, 24 de julio de 1977 (47 años) es un director de cine, productor, y guionista sirio, de ascendencia kurda. 

## Biografía
Talal Derki estudió dirección de cine, en Atenas, en el Instituto Superior de Arte y Televisión Cinematográficos de Stavrako, graduándose en 2003. Trabajó como asistente de dirección para producciones cinematográficas y fue director de diferentes programas de TV y películas de televisión árabes entre 2009 y 2012. Ha trabajado como camarógrafo independiente para CNN y Thomson Reuters.
Talal Derki vive ahora en el exilio en Berlín, Alemania.

## Filmografía
- 2003 - Hello Damascus, goodbye Damascus (Hola Damasco, Adiós Damasco), ficción corta, 16 mm (12 min)
- 2005 - A whole line of trees (Toda una línea de árboles), ficción corta, 35 mm (8 min)
- 2010 - Hero of All Seas (Héroe de todos los Mares), documental corto (28 min)
- 2013 - Retorno a Homs, largometraje documental (90 min)
- 2017 - De padres a hijos, largometraje documental (99 min)

## Honores
Los cortometrajes y documentales de Talal Derki recibieron premios en una variedad de festivales. Su largometraje documental Retorno a Homs ha ganado el Gran Premio del Jurado del World Cinema de Sundance Film Festival. 

### Membresías
- 2014: del jurado internacional en el Festival de Cine Internacional de Documentales de Amsterdam IDFA.

### Galardones & nominaciones por `Retorno a Homs´
| Año  | Premio | Categoría                                                                                         | Beneficiario | Resultado |
| ---- | --- | ------------------------------------------------------------------------------------------------- | ------------ | --------- |
| 2013 | Festival Internacional de Cine Documental (Ámsterdam, Países Bajos)                                                                   | Premio al mejor documental de largometraje                                                        | Talal Derki  | nominado  |
| 2014 | Festival Dokumentarnega Filma (Liubliana, Eslovenia)                                                                                  | Amnesty International Award for Best Film on Human Rights                                         | Talal Derki  | ganador   |
| 2014 | Festival de cine de Sundance 2014 | Premio Gran Jurado del World Cinema: Documental                                                   | Talal Derki  | ganador   |
| 2014 | Festival Internacional de Cine de San Francisco (San Francisco, EE. UU.)                                                              | Premio Golden Gate - Mejor artículo documental                                                    | Talal Derki  | nominado  |
| 2014 | Festival Internacional de Cine de San Francisco (San Francisco, EE. UU.)                                                              | Premio Golden Gate - Reconocimiento especial del jurado                                           | Talal Derki  | ganador   |
| 2014 | Medio Oriente ahora (Florencia, Italia)                                                                                               | Premio de la audiencia                                                                            | Talal Derki  | ganador   |
| 2014 | Festival de Cine Documental Full Frame (Durham, Carolina del Norte)                                                                   | Premio Charles E. Guggenheim para artistas emergentes                                             | Talal Derki  | ganador   |
| 2014 | ZagrebDox | Dos menciones especiales                                                                          | Talal Derki  | ganador   |
| 2014 | Festival de Cine Internacional de Derechos del Hombre (Ginebra, Suiza) Archivado el 15 de noviembre de 2017 en Wayback Machine.       | Gran premio de jurado                                                                             | Talal Derki  | ganador   |
| 2014 | Festival de Cine Internacional de Derechos del Hombre (París, Francia)                                                                | Premio del Jurado del Gran Premio, Premio del Jurado Estudiantil                                  | Talal Derki  | ganador   |
| 2014 | Festival de Cine Documental Doxa (Vancouver, Canadá)                                                                                  | Mención de Honor del Jurado                                                                       | Talal Derki  | ganador   |
| 2014 | DocsBarcelona (Barcelona, España) | Galardón Mejor película DocsBarcelone                                                             | Talal Derki  | ganador   |
| 2014 | Festival de Cine del Observatorio de Derechos Humanos NY (Nueva York, EE. UU.) Archivado el 12 de febrero de 2012 en Wayback Machine. | Cuerno de Plata para Director de Mejor Largometraje Documental                                    | Talal Derki  | ganador   |
| 2014 | Festival de Cine Documenta Madrid (Madrid, España)                                                                                    | Premio de la audiencia                                                                            | Talal Derki  | ganador   |
| 2014 | Festival MakeDox | Premio Winner Young Onion                                                                         | Talal Derki  | ganador   |
| 2014 | Festival de Cine Internacional deDocumentales EBS (Seúl, Corea del Sur)                                                               | Gran Premio, Galardón del Jurado                                                                  | Talal Derki  | ganador   |
| 2014 | Del festival de libertades (Bruselas, Bélgica)                                                                                        | Gran Premio por Mejor Documental, Premio Galardón SmatBe                                          | Talal Derki  | ganador   |
| 2014 | Premios Cinema Eye Honors | Nominado para Logro Sobresaliente en Producción y Logro Sobresaliente en un Largometraje de Debut | Talal Derki  | ganador   |
| 2014 | Festival de Cine Abu Dhabi (UAE) | Mención especial Competición documental                                                           | Talal Derki  | ganador   |
| 2014 | Festival de Cine de Cracovia | Premio del Jurado de Estudiantes de Cracovia - Concurso de Documentales                           | Talal Derki  | ganador   |
| 2014 | Festival de Cine de Cracovia | Mención especial Competición documental                                                           | Talal Derki  | ganador   |
| 2015 | Premio George Polk (EE. UU.) | Mejor Documental                                                                                  | Talal Derki  | ganador   |
| 2015 | Festival de Cine Independendiente de Roma (Italia)                                                                                    | Mención especial Competición documental                                                           | Talal Derki  | ganador   |